# Ki et Vandien
Ki et Vandien (titre original : The Ki and Vandien Quartet) est une série de romans de fantasy écrits par Megan Lindholm, plus connue sous le nom de Robin Hobb.

## Résumé
Ki, une Romni, vit très mal son veuvage. Son mari ainsi que ses deux enfants ont été tués par des harpies. Bien qu'elle soit cependant parvenue à grimper à leur nid et à se venger, la consolation est bien mince et la douleur, omniprésente. 
Se sentant néanmoins des devoirs vis-à-vis de la famille de son époux, elle se rend chez eux et participe à une étrange cérémonie qui la dépasse complètement.
Les conséquences sont bien plus graves que prévu et elle doit s'enfuir pour préserver sa vie.
N'ayant plus de but, sans amour, sans famille et désœuvrée, elle se voit proposer un contrat de transport de marchandises. Les consignes sont très précises et l'itinéraire inaltérable.
Elle accepte en espérant que cela lui permettra d'oublier un peu la douleur qui l'accable.

## Livres
| N° éd. française | Titre français       | Titre original     | Parution originale | Parution française | Parution format poche | Intégrale    |
| ---------------- | -------------------- | ------------------ | ------------------ | ------------------ | --------------------- | ------------ |
| 1                | Le Vol des harpies   | Harpy's Flight     | 1983               | 26 mars 2004       | 27 janvier 2007       | 16 août 2012 |
| 2                | Les Ventchanteuses   | The Windsingers    | 1984               | 20 septembre 2004  | 22 septembre 2007     | 16 août 2012 |
| 3                | La Porte du Limbreth | The Limbreth Gates | 1984               | 26 mai 2005        | 8 mai 2008            | 16 août 2012 |
| 4                | Les Roues du destin  | Luck of the Wheels | 1989               | 25 août 2006       | 7 novembre 2008       | 16 août 2012 |

Le premier volume de cette tétralogie a été traduit par Xavier Spinat, tandis que les trois autres l'ont été par Guillaume Le Pennec.

## Personnages

### Ki
Ki est une femme romni, voyageant dans sa roulotte tirée par ses deux chevaux Sigurd et Sigmund. Son mari Sven, ainsi que leurs deux enfants Lars et Rissa, sont tués par des harpies lors d'une absence de Ki. Rongée par la vengeance, elle parvient à tuer la harpie responsable de ces morts atroces.  Elle retrouvera goût à la vie au contact de Vandien, rencontré par hasard lors de l'exécution d'un contrat de transport de marchandises.

### Vandien
Vandien est un jeune homme errant, vivant de ce qu'il peut trouver ou gagner. Héritier d'un grand domaine mais n'ayant jamais réussi à engendrer une descendance, ce qui dans sa contrée est nécessaire pour bénéficier de son héritage, il a abandonné ses terres à son cousin et depuis il voyage, en survivant plus qu'en vivant. Affamé, transi de froid, il attaque une jeune femme voyageant seule dans sa roulotte dans le but de lui voler un cheval. Mais Ki, au corps et au mental forgés durement par l'affrontement avec les harpies, ne se laisse pas vaincre facilement et elle prend le dessus sur Vandien. Il deviendra peu à peu un compagnon de route de Ki puis un compagnon de cœur.

### Rebeke
Rebeke est une Ventchanteuse, à savoir une humaine dont le corps peu à peu se transforme à la suite d'une ingestion du poudre issu des corps broyés de l'ancienne race des Ventchanteuses. À la suite de cette transformation, les Ventchanteuses sont capables de commander les vents avec leur voix. Rebeke va se servir de Ki pour récupérer le corps d'une ancienne Ventchanteuse, ce qui lui permettra d'avoir une très forte influence au sein du Haut-conseil de ses pairs.

### Dresh
Dresh est un magicien, ancien compagnon d'enfance de Rebeke. Avide de pouvoir, il tente de détruire les Ventchanteuses afin de s’approprier leur savoir et leurs richesses et par la même occasion se venger de Rebeke qui l'a abandonné alors qu'il pensait qu'elle l'aimait.